# فرانسيسكو دويناس دياز
فرانسيسكو دويناس دياز (بالإسبانية: Francisco Dueñas) (و. 1810 – 1884 م) هو سياسي من السلفادور .